# Bjärsjölagård
Bjärsjölagård is een plaats in de gemeente Sjöbo in Skåne, de zuidelijkste provincie van Zweden. De plaats heeft 311 inwoners (2005) en een oppervlakte van 49 hectare.
In Bjärsjölagård ligt het slot Bjärsjölagårds slott met een hoofdgebouw en de noordvleugel in rococostijl. Het hoofdgebouw was af in 1766 de noordvleugel in 1777. De zuidvleugel van dit gebouw was af in 1812 en is gebouwd in empirestijl.